# Музыкальная школа Хильдена
Музыкальная школа Хильдена (нем. Die Musikschule der Stadt Hilden) — общедоступная образовательная музыкальная школа для детей, юношества и взрослых жителей города Хильдена (Северный Рейн-Вестфалия, Германия).

## Общая информация
В основанной 10 февраля 1971 года музыкальной городской школе занимается примерно 2000 учеников. Школа насчитывает 70 преподавателей и доцентов.
Организуя различные музыкальные проекты, все учащиеся школы участвует в различных музыкальных конкурсах как местного, так и федерального уровня, где выходят победителями. В Меттманском районе успехи учащихся хорошо известны. В школе организованы три оркестра: симфонический, духовых инструментов и народных инструментов (мандолин), участвующих в рождественских концертах в городском концертном зале Хильдена.
С 1978 года школа поддерживает партнёрские отношения с симфоническим оркестром английского города Уоррингтон (города-побратимы), а в Германии с музыкальной капеллой Нёрдлингена и парадно-духовым оркестром Бергедорфа (Гамбург).
В 2010 году, в связи с празднованием года Вильгельма Фабри, уроженца Хильдена, в кооперации с молодёжным танцевальным форумом города был поставлен «Мещанин во дворянстве» Мольера.
Со 2 по 7 июля 2015 года в музыкальной школе был проведён 20-й хильденский фестиваль джаза под названием «Лучшее из».